# Frédéric Monod
Frédéric Monod, né le 17 mai 1794 à Monnaz et mort le 30 décembre 1863 à Paris, est un pasteur protestant suisse et français. Figure marquante du Réveil protestant, il est le fondateur de l’Union des Églises évangéliques libres de France. 

## Biographie
Frédéric Joël Jean Gérald Monod est le fils du pasteur suisse Jean Monod et de Louise de Coninck. Il fait ses études de théologie à l'université de Genève, où il est influencé par l'évangéliste écossais Robert Haldane pour qui il assure le rôle d’interprète anglais-français lors de ses conférences. 

### Ministère
Il est consacré pasteur et donne son premier sermon en 1818. Il est naturalisé français en 1820. De 1820 à 1849, il exerce son ministère pastoral au temple protestant de l'Oratoire du Louvre, au sein du Consistoire réformé de Paris, d'abord comme pasteur adjoint avant d'être titularisé en 1832. Il fonde la première école du dimanche et participe à plusieurs sociétés religieuses, notamment la Société biblique, la Société des missions évangéliques de Paris (dont il est secrétaire du comité) et la Société évangélique. 
Lors du synode de 1848, réunie pour faire évoluer le concordat, il soutient la demande des protestants « orthodoxes » d'adoption d'une confession de foi. Il quitte ensuite l’Église réformée reconnue et financée par L’État dans le cadre du régime concordataire et, avec Agénor de Gasparin, il fonde en 1849 l'Union des Églises évangéliques libres de France,.
La chapelle du Nord est construite au passage des Petites-Écuries à son initiative en 1849, pour y accueillir le culte de l’Église évangélique libre à Paris. Toujours à son instigation, elle est déménagée ensuite rue de Chabrol en 1853, puis rue des Petits-Hôtels en 1862. Elle devient ensuite le temple protestant de La Rencontre et rejoint en 1939 l'Église réformée de France.
À partir de 1824 jusqu'à sa mort en 1863, Frédéric Monod est le principal rédacteur du journal revivaliste les Archives du christianisme.

## Famille
Frédéric Monod épouse en 1821 Marie Louise Constance de Coninck (1803-1837). Ils ont six enfants notamment, Jean Monod, professeur à la faculté de théologie de Montauban, Gustave (1831-1904), et Théodore (1836-1921) également pasteur. Veuf en 1837, il se remarie en 1839 avec Suzanne Smedley (1808-1867), avec qui il a cinq enfants. Un de leurs fils, Léopold (1844-1922) devient à son tour pasteur.